# 竹内洪
竹内　洪（たけうち　こう、1942年（昭和17年）11月3日 - ）は、日本の芸術家、美術家、クリエーター、造形作家。岐阜県 多治見市出身。 2021年（令和3年）現在大阪府茨木市在住。サンドブラスト によるガラス工芸を開発した人物。

## 人物
八人兄弟の末っ子。 父親は陶芸 作家 蘭山、母親が茶道家で、兄弟は陶芸家や建築家である。出生は東京都 現世田谷区である。幼少期、岐阜県 多治見市に家族転居し、陶工業の急須発送を手伝う兄の発案で急須の注ぎ口にビニールがつけられるようになる。母親に茶道の手ほどきを受ける。時代は、陶器、磁器、クリスタルガラスの研究、戦中から戦後の頃である。大量生産技術から美術品まで生まれる時代、陶芸、ガラス、絵、建築は身近なものであった。
イタリアのガラス工場で、サンドブラスト用に長年研究していた複層の被せガラスの技法を、世界で初めて成功させた。その後、多層外被せガラスを自ら吹製（すいせい）し、1978年ドイツにて精緻なサンドブラストのガラス工芸品を世界に発表。日本の原風景や動植物の生態を研究し、忠実に彫刻することを作風としている。

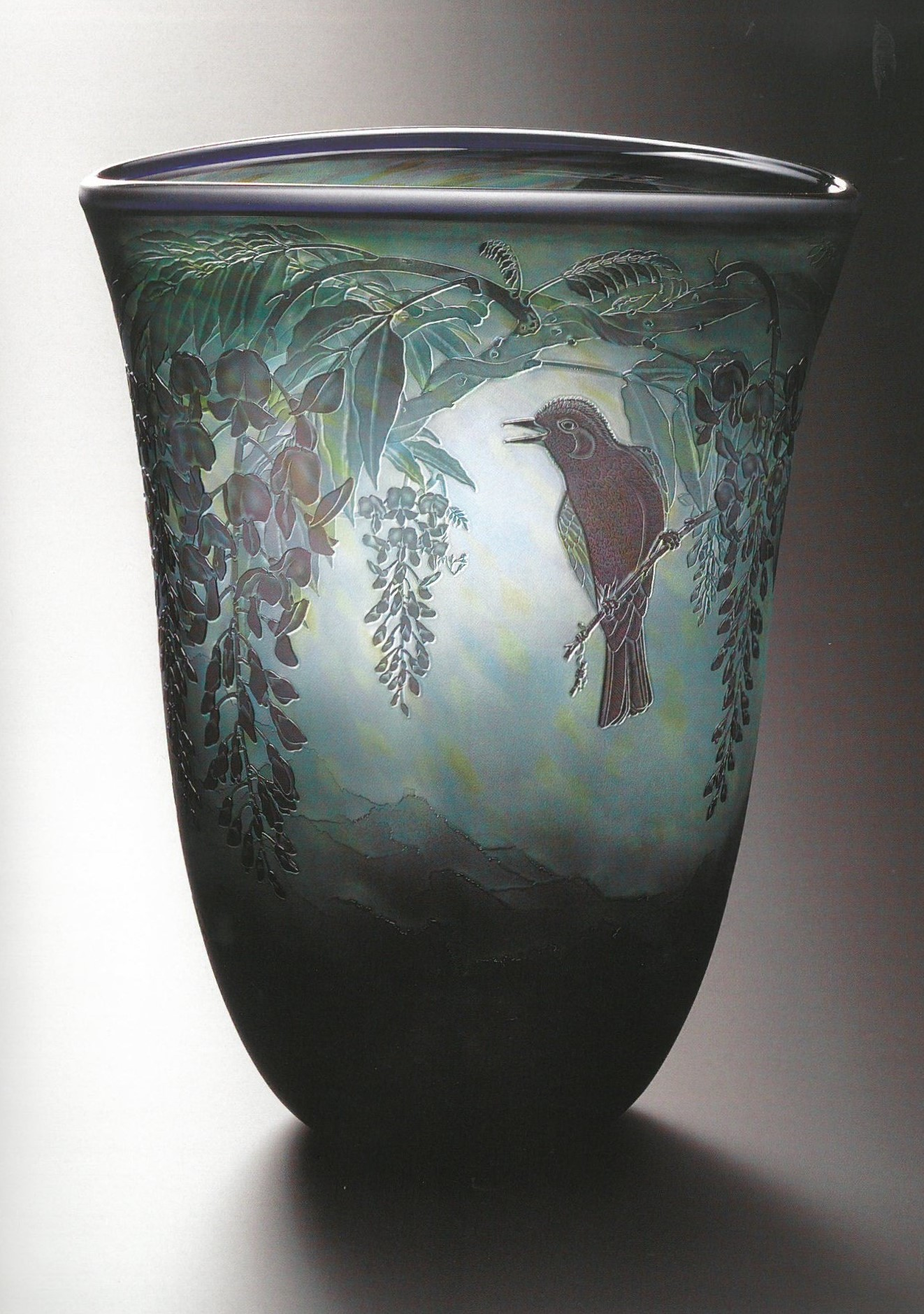
藤花紋扁坪

## 経歴
陶器、日本画、写真、建築、デザインを学び、大阪の大手ガラス会社カメイガラス株式会社にグラフィックデザイナー(ビジュアルデザイン)として入社。その後、インダストリアルデザインに変更し、多ジャンルにわたり活動する。その傍ら、サントリー、資生堂など多くのデザインを手がけ、資生堂では梅田東映会館、阪急十八番街の資生堂美容室で、フェイシャル、ボディー、ヘアーのデザインやデッサンを指導。カメイガラス株式会社退社後、ガラス工芸作家として活動。後継者育成のため、門戸を開き国内外に技法を指導し多くの門下生を世に輩出。
竹内洪がサラリーマン時代にサンドブラストガラス工芸の開発をはじめて30余年、日本国内でサンドブラストに関わる人口は20万人とも30万人とも言われている。竹内洪の門下生を始め、孫弟子や曾孫弟子など多くのサンドブラスト作家が日展や伝統工芸の一翼を担うようになった。

## 受賞歴
- 1978年　 ドイツにて 世界初のサンドブラスト細密彫刻を発表。
- 1978年　 世界クラフト会議 ディレクター（PD・JPN）就任。[1]
- 1982年　ドイツにてサンドブラスト精密彫刻「菖蒲」「松籟」「薊」十数点を発表
- 1983年　 カンヌ国際芸術展 大賞受賞。N.Y.SOHO大賞受賞。
- 1989年　 フランス SergeMarijisse賞受賞。
- 1989年　ニューヨークSOHO N.Y.SOHO大賞受賞
- 1996年　 大阪府工芸功労賞。 Middlesbrought美術館大賞受賞。
- 2003年　大阪環境賞個人部門受賞「生態系の啓蒙ー自然生態系の回帰・芸術の森―緑の回廊」
- 2004年　大阪環境賞個人部門受賞
- 2024年　憲法記念日知事褒賞受賞

## 招待出展、特別展示
- 1974年　神奈川県立鎌倉近代美術館「ガラスの美」展
- 1978年　世界クラフト会議ディレクター
- 1978年　東京国立近代美術館招待出品
- 1978年　京都国立近代美術館招待出品
- 1980年　東京国立近代美術館、京都国立近代美術館招待出品。
- 2003年　ＩＷＧドイツ国際ガラス展　世界巨匠展招待出品
- 2004年　ＩＷＧドイツ国際ガラス展　招待出品。
- 2014年　ＩＷＧドイツ国際ガラス展　世界巨匠展招待出品
- 2018年　ＩＷＧドイツ国際ガラス展　詫び寂びの世界招待出品
- 2018年　平安神宮額殿　国際交流総合展
- 2020年　日本ガラス工芸協会「創立50年記念」
- 2020年　岡山、姫路、石川能登島ガラス美術館
- 2021年　KYOLDART FESTIVAL Visual Arts International Exchange & Exhibition
- 2022年　京都芸術祭 国際交流総合展
- 2023年　大阪工芸協会展

## メディア出演
- NHK　生活笑百科仁鶴・オール巨人阪神　ゲスト出演
- NHK　総合テレビ「竹内　洪のアトリエ」ゲスト出演
- NHK　ニュ－スセブン「竹内　洪の作品紹介」ゲスト出演
- NHK　「テーマ・ランプ・工場－取材－スケッチ－彫刻－完成」
- NHK　ももかん　ゲスト出演
- NHK　達人名鑑　葛西聖司AHN MIKAゲスト出演
- NHK　土曜マルシェ「ガラスの魅力 － カルチャ―」ゲスト出演
- TBS　「ゴ－ルドメダリスト竹内　洪のガラス工芸」ゲスト出演
- 読売テレビ　雪の丞一座「竹内　洪のアトリエ・ガラス体験教室」取材
- 関西テレビ　「Ａタイム　ガラスの魅力」ゲスト出演
- 富山チューリップテレビゲスト出演
- フジテレビ　「サンドブラストで世界を席巻したガラス工芸作家」ゲスト出演
- 読売テレビ　三枝と枝雀「世界を驚愕させた 日本のガラス工芸作家」ゲスト出演
- ABC　ココイロ世界初のガラス技法で　「わび・さび　の世界を」
- MBS　「みがくひと」
- BS朝日　映画アーツ＆クラフツ商会「サンドブラストの創始者」
- 美しい着物－夏「ギャラリーミュージアム」作品掲載
- 婦人画報２月号「 梅 特集」作品掲載
- ラ・セーヌ　「アートと器」作品掲載
- ソフィア　「灯火親しむ。[和]感覚の照明器具・ソフィア「書のある空間」
- 読売新聞　｢世界で活躍する作家―ガラス工芸作家 竹内 洪」
- セントラル硝子株式会社「ＧＬＡＳＳ ＬＩＦＥ」ガラスで表現する「侘・寂の世界」
- 煎茶の魅力　ガラスで設える煎茶道具「竹内 洪の世界」
- ＤＥＣＯＤＥＣＯ　インテリアとアートの旅「源氏物語‐葵の巻」
- 日東電工株式会社　「粘着テープの文化誌」
- 日刊工業新聞　ガラス革命「サンドブラスト工芸に新たな開発―ガラス工芸作家竹内洪」液体マスキングの開発
- 朝日新聞　液体マスキングの完成「世界が注目・ガラス工芸作家竹内 洪」
- 朝日新聞社発行「暮らしの風」５月号
- 産経新聞　「竹内洪・世界で初めての～ガラス」週刊連載
- テレビ朝日「アーツ&クラフツ」セキスイハイム・サンドブラストガラス工芸創始者